# Grace Zaring Stone
Grace Zaring Stone (* 9. Januar 1891 in New York City als Grace Zaring; † 29. September 1991 in Mystic, Connecticut) war eine US-amerikanische Schriftstellerin. Einige ihrer bekanntesten Werke erschienen unter dem Pseudonym Ethel Vance.

## Leben
Grace Zaring wurde Anfang 1891 in New York City als Tochter des Anwalts Charles Wesley Zaring und seiner Ehefrau Grace geboren. Ihr Ur-Ur-Großvater war der Sozialreformer Robert Owen. Da ihre Mutter bei der Geburt verstarb, verbrachte sie große Teile ihrer unsteten Kindheit bei diversen Verwandten. Für einige Zeit lebte sie in New Harmony, wo einst ihr Ur-Ur-Großvater eine utopische Gesellschaft aufbauen wollte; zeitweise arbeitete sie auch als Kinderdarstellerin. Später war sie Schülerin an Konventen der Gesellschaft vom Heiligen Herzen Jesu (Sacré-Cœur) in New York City und Paris. Nach ihrem Schulabschluss reiste sie durch Europa und Australien. Später heiratete sie den Marineoffizier Ellis Spencer Stone. 1918 wurde das Paar Eltern der Tochter Eleanor, die später einen ungarischen Adligen heiratete und bis 1940 in Ruthenien lebte.
Während ihr Ehemann auf den Amerikanischen Jungferninseln stationiert war, entschloss sich Grace Zaring Stone, einen ersten Roman zu verfassen. Mit The Bitter Tea of General Yen (1930), der 1933 unter gleichem Titel verfilmt wurde, gelang ihr der Durchbruch. Das Buch handelte von einer Missionarin aus Neuengland, die in China von einem Kriegsherren in Gefangenschaft gehalten wird. Das Motiv der Gefangenschaft und Rettung findet sich auch in vielen ihrer weiteren Werke: 1934 legte Stone mit The Cold Journey einen historischen Roman über einen Überfall von Native Americans auf eine englische Siedlung in Neuengland und der anschließenden Verschleppung der Siedler vor. 1939 publizierte sie unter dem Pseudonym Ethel Vance mit Escape den ersten bedeutenden US-amerikanischen Roman über NS-Deutschland; der Roman erzählt die Rettung einer Frau aus einem Konzentrationslager der Nazi. Das Buch wurde zu einem Bestseller und löste eine ausführliche Diskussion über die Identität der Autorin aus; Stone wurde erst 1942 als solche enthüllt. Später gab sie an, das Pseudonym gewählt zu haben, um einerseits ihre Tochter zu schützen, die zum Zeitpunkt der Publikation noch in Kontinentaleuropa lebte, und andererseits sich selbst und ihren Ehemann zu schützen, da ihr Ehemann damals als Marineattaché an der US-Botschaft in Frankreich arbeitete und das Ehepaar daher in Paris wohnte. Trotz der Enthüllung nutzte Stone ihr Pseudonym für einige Jahre weiter.
Auch Escape wurde 1940 unter gleichem Titel verfilmt. 1942 folgte mit Reprisal ein Roman über das Schicksal eines französischen Dorfes unter NS-Besatzung. In der Nachkriegszeit behandelte sie in Winter Meeting (1946) und The Secret Thread (1949) psychologische Zusammenbrüche und persönliche Krisen, 1951 legte sie mit The Grotto einen der ersten englischsprachigen Romane vor, der sich mit der Akzeptanz von Homosexualität im Familienkreis befasste. Ihren letzten Roman veröffentlichte sie mit 77 Jahren. Richard Teleky beschreibt ihre Romane als „nicht experimentell“ und ihre Prosa als „sparsam und fließend“. Mit Winter Meeting wurde 1948 unter gleichem Titel ein weiterer ihrer Romane verfilmt; die Hauptrolle übernahm Bette Davis.
Mit dem Erlös aus dem Verkauf ihrer Bücher nach Hollywood erwarb Stone 1941 ein Haus in Stonington, einer Kleinstadt an der Küste Connecticuts, die das Zuhause vieler Künstler und Literaten war. Nach dem Tod ihres Ehemannes lebte Stone ab 1956 vollständig dort, ab etwa 1962 zusammen mit ihrer Tochter Eleanor Perényi, die sich mittlerweile ebenfalls als Autorin einen Namen machte. Einer ihrer Nachbarn in Stonington, der Schriftsteller James Merrill, widmete Grace mehrere Gedichte sowie Grace und ihrer Tochter den Gedichtband Water Street (1962). In Stonington begann Stone ein Interesse am Gärtnern, ein Hobby, das später auch ihre Tochter verfolgte und zum Thema eines ihrer Bücher machte. Stone blieb bis ins hohe Alter in Stonington gemeinsam mit ihrer Tochter leben, die ihre Mutter in ihren letzten Jahren pflegte. Stone starb im Alter von 100 Jahre im Spätsommer 1991 in einem Pflegeheim im nahen Küstenstädtchen Mystic. Sie liegt in Stonington neben ihrer 2009 verstorbenen Tochter begraben.

## Veröffentlichungen
- Letters to a Djinn. The Century Company, New York 1922.
- The Heaven and Earth of Dona Elena. Bobbs-Merrill, Indianapolis 1929.
- The Bitter Tea of General Yen. Grosset & Dunlap, New York 1930.
- The Almond Tree. The Book League of America, New York 1931.
- The Cold Journey. William Morrow, New York 1934.
- als Ethel Vance: Escape. Little, Brown and Company, Boston 1939.
- als Ethel Vance: Reprisal. Little, Brown and Company, Boston 1942.
- als Ethel Vance: Winter Meeting. Little, Brown and Company, Boston 1946.
- als Ethel Vance: The Secret Thread. Harper, New York 1948.
- The Grotto. Harper, New York 1951. Auf dem britischen Buchmarkt unter dem Titel My Son is Mortal erschienen.
- Althea. Harper & Row, New York 1962.
- Dear Deadly Cara. Random House, New York 1968.